# LIVER'S 武道館
『LIVER’S 武道館』は、BLUE ENCOUNTのライブ・ビデオである。2017年3月22日に発売された。

## 解説
初回生産限定盤は（BD＋ラバーバンド・DVD＋ラバーバンド） と2形態あり、武道館の入口看板をデザインに落とし込んだ特製ラバーバンドを同梱。

## 収録内容
初回生産限定盤（DVD、BD）・通常盤（DVD）共通 
1. DAY×DAY
2. HALO
3. MEMENTO
4. 声
5. Survivor
6. アンバランス
7. JUMP
8. HEEEY!
9. ONE
10. ANSWER
11. YOU
12. はじまり
13. LAST HERO
14. JUST AWAKE
15. THANKS
16. LIVER
17. ロストジンクス
18. だいじょうぶ
19. もっと光を
20. 涙
21. NEVER ENDING STORY
22. HANDS

 特典映像（初回生産限定盤のみ） 
1. Road to LIVER’S武道館（武道館ドキュメント）